# Hôpital Brugmann
Pour les articles homonymes, voir Brugmann.
Le site Horta du CHU Brugmann, auparavant connu comme Hôpital Brugmann est un établissement hospitalier de Bruxelles. L'hôpital fait partie d'un ensemble hospitalier appelé officiellement Centre hospitalier universitaire Brugmann. 
L'Hôpital Brugmann a été financé à son origine grâce au mécénat de Georges Brugmann et créé par l'architecte Victor Horta. L'hôpital est inauguré en 1923 et se situe au no 4 de la Place Van Gehuchten, à Laeken. Sa structure pavillonnaire dans un parc de 18 hectares correspond à une architecture hospitalière originale et inhabituelle (tant à l'époque qu'aujourd'hui). Le CHU Brugmann est le dernier hôpital général en Belgique a encore conserver cette structure. L’implantation des bâtiments est symétrique et sépare les fonctions et les départements de l'hôpital. Dès 1996, des études ont été menées dans le but de moderniser et rationaliser l'hôpital, tout en conservant l'aspect patrimonial de l'architecture d'Horta.
Le campus Horta abrite également d'autres institutions indépendantes de l'hôpital Brugmann :
- l'hôpital universitaire des enfants Reine Fabiola (HUDERF)
- le Centre de traumatologie et de réadaptation (CTR)
- Le service des ressources humaines du CHU de Bruxelles (structure commune aux CHU Brugmann, CHU Saint-Pierre, HUDERF et Institut Bordet)[3]
- la catégorie paramédicale (soins infirmiers et sages-femmes) de la Haute École Francisco Ferrer
- la Fondation médicale Reine Élisabeth, bâtiment achevé par l'architecte Henry Lacoste en 1933 (qui abrite aussi les laboratoires de biologie clinique du CHU Brugmann).

## Accessibilité
| ___ | Ce site est desservi par la station de métro : Houba-Brugmann. |